# Алифино (Костромская область)
Алифино — упразднённая в 2003 году деревня в Галичском районе Костромской области России. Входила на год упразднения в состав Челсменского сельсовета.

## География
Урочище находится на западе центральной части Костромской области, в подзоне южной тайги, на правом берегу реки Костомки, на расстоянии приблизительно 16 километров (по прямой) к западу от города Галича, административного центра района. Абсолютная высота — 132 метра над уровнем моря.

### Климат
Климат характеризуется как умеренно континентальный, с продолжительной холодной многоснежной зимой и коротким сравнительно тёплым летом. Среднегодовая температура воздуха — +3,2 °C. Средняя температура воздуха самого холодного месяца (января) — −11,8 °C (абсолютный минимум — −46,1 °C); самого тёплого месяца (июля) — +17,9 °C (абсолютный максимум — +36,1 °С). Годовое количество атмосферных осадков — 609 мм, из которых большая часть выпадает в тёплый период. Снежный покров держится в среднем около 159 дней.

## История
В «Списке населенных мест Костромской губернии по сведениям 1870-72 годов» населённый пункт упомянут как село Олифино Галичского уезда, расположенное при речке Олифенке, в 22 верстах от уездного города. В Олифине насчитывалось 10 дворов и проживало 120 человек (56 мужчин и 64 женщины). Действовал православный храм.
В 1907 году в селе, относящейся к Новографской волости, имелось 5 дворов и проживало 23 человека.
По состоянию на 1 января 1981 года деревня входила в состав Челеменского сельсовета.
Упразднена Постановлением Губернатора Костромской области от 07.03.2003 № 106 «Об исключении из учётных данных некоторых населенных пунктов Галичского района Костромской области»

## Население
К 1872 году 10 дворов и проживало 120 человек (56 мужчин и 64 женщины), в 1907 году на 5 дворах проживало 23 человека.